# スモカ歯磨
スモカ歯磨株式会社（スモカはみがき）は、大阪府大阪市西淀川区御幣島に本社を置く、歯磨剤・歯ブラシなどのオーラルケア用品を中心にトイレタリー用品を製造販売している企業である。創業から令和元年まで販売され続けていたタバコのヤニ取り歯磨「スモカ歯磨」の販売元で、戦前に同製品の広告文案を手掛け『広告の鬼才』と謳われた片岡敏郎による広告でその名を知る者も多い。

## 会社概要
同社の主力製品「スモカ歯磨」は、1925年（大正14年）、壽屋（現・サントリー）から発売された。この時代は紙袋入りの粉歯磨が主流だったため、潤製丸缶入り高級歯磨粉として注目を集める。キャッチフレーズは「タバコのみの歯磨スモカ」で、当時の日刊紙に、片岡本人の手による、小スペースでの広告が毎日の様に掲載されて話題になると共に、爆発的な売り上げを記録する。
その後、壽屋はウイスキーを経営の主軸に据えるべく、試行錯誤を極めた結果、経営難に陥った。これにより、壽屋は1932年（昭和7年）に、止む無くスモカ歯磨の製造販売権を藤野勝太郎に譲渡し、藤野が経営の舵を取る形で、正式に株式会社 寿毛加社を創立する。これに伴い、片岡も壽屋から寿毛加社に移籍するが、その後も片岡による広告は大いに評判を呼び、スモカ歯磨もさらに売り上げを延ばす。当時の販売網は、タバコ屋を中心とするものであった。
しかし、1940年（昭和15年）には、日増しに強くなる戦時体制の色合いに難を示した片岡が、日刊紙に廃業広告を掲載すると共に、広告文案から一切手を引き、寿毛加社を退社した（この5年後、片岡は病没する）。その後は終戦直後の経営難を乗り切るも、主要製品である歯磨粉をタバコ用から一般用へ移しつつ、1986年（昭和61年）から海外の各国企業との提携、ならびに国内各メーカーのOEM生産を請け負いながら、今日に至っている。
前述の様にOEM生産へ移行して以降も、スモカ歯磨が同社を代表する製品であり続けたが、2019年（令和元年）7月30日、同社ホームページにて「歯磨スモカ赤缶」および「歯磨スモカ緑缶」（葉緑素配合）の2つの歯磨粉の製造・販売の終了が告知され、同製品は90年以上の歴史に幕を下ろした。その後、2020年10月20日に、歯磨スモカの後継製品ともいえるパウダータイプのホワイトニング歯磨き粉「MASHIRO」を発売した。2024年現在、同製品と、ペーストタイプとジェルタイプ、2種の薬用歯磨き「COSMION」を市販品として展開している。
2024年（令和6年）1月から、日本のプロバスケットボールチーム・大阪エヴェッサ（B.LEAGUE B1 西地区所属）とパートナー契約を締結している。